# Bulgaarse Rijk
Het Bulgaarse Rijk begon toen de Donau-Bulgaren, een Turkse stam uit Centraal-Azië met de lokale Slavische bevolking in de 7e eeuw de eerste Bulgaarse staat vormden. In de 14e eeuw werd het land veroverd door het Ottomaanse Rijk.

## Eerste Bulgaarse Rijk

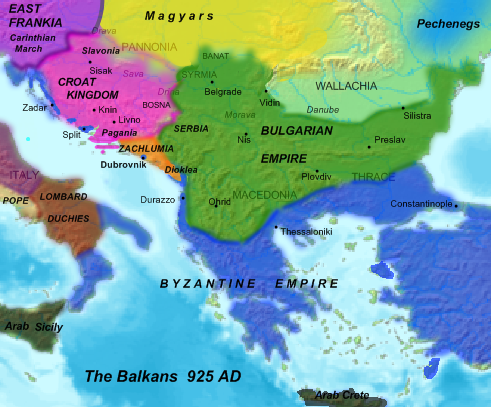
Uiterste grootte van het Eerste Bulgaarse Rijk, onder Simeon I

Het Eerste Bulgaarse Rijk was van 632 tot 1018 een staat in de Donaudelta, die bleef bestaan tot het gebied in 1018 geannexeerd werd door het Byzantijnse Rijk. Op het hoogtepunt strekte het rijk zich uit van Boedapest tot aan de Zwarte Zee en van de Dnjepr tot aan de Adriatische Zee. In 1185 werd het Tweede Bulgaarse Rijk gesticht.
In 717-718 versloeg een coalitie van Bulgaarse en Byzantijnse legers de Arabieren tijdens de slag bij Constantinopel, waardoor ze Oost-Europa van een islamitische verovering van Europa redden. Later zorgde de coalitie ervoor dat het Avaarse Rijk zich niet kon uitbreiden op de Pannonische vlakte en het Tatragebergte. Het Bulgaarse Rijk diende als bufferstaat tegen nomadische invallen vanuit het oosten tijdens de zogenaamde tweede golf van de Grote Volksverhuizing. De Petsjenegen en de Kumanen werden in Noordoost-Bulgarije tegengehouden en de Magyaren moesten zich na een nederlaag in 896 terugtrekken op de Pannonische vlakte.
De Bulgaren veroverden tijdens de Byzantijns-Bulgaarse oorlogen de Slavische gebieden Thracië en Macedonië. Na de nederlaag van het Bulgaarse leger in 977 bij de Slag bij Anchialus stond het Bulgaarse Rijk op de rand van de afgrond, en in 1018 werd het gebied ingelijfd bij het Byzantijnse Rijk. De Bulgaren wisten het Byzantijnse juk echter in 1185 af te werpen en opnieuw een koninkrijk te stichten.

## Tweede Bulgaarse Rijk

Het Tweede Bulgaarse Rijk onder Ivan Asen II

Het Tweede Bulgaarse Rijk bestond van 1185 tot 1396 of 1422 en bereikte zijn hoogtepunt onder de koningen Kaloyan en Ivan Asen II.
Tot 1256 was het Tweede Bulgaarse Rijk een grote macht op de Balkan. Het Byzantijnse Rijk werd in een aantal veldslagen verslagen. In 1205 leed het Latijnse Keizerrijk een zware nederlaag bij de Slag bij Adrianopel tegen de Bulgaren onder leiding van tsaar Kalojan. Diens neef Ivan Asen II versloeg het Despotaat Epirus waarmee het Bulgaarse Rijk zijn machtspositie op de Balkan herstelde.
Daarna verloor het rijk geleidelijk zijn macht door de invallen van de Mongolen, Byzantijnen, Hongaren en door interne twisten en opstanden. In de late veertiende eeuw en de vroege vijftiende eeuw werd het rijk veroverd door de Ottomanen. De economie werd vernietigd, grote gebieden werden verwoest en de Bulgaarse adel werd vermoord.